# Alangium nobile
Alangium nobile là một loài thực vật]] thuộc họ Alangiaceae. Loài này có ở Indonesia, Malaysia, và Singapore.